# Найтро (Західна Вірджинія)
Найтро (англ. Nitro) — місто (англ. city) в США, в округах Кенова і Патнем штату Західна Вірджинія. Населення — 6624 особи (2020).

## Географія
Найтро розташоване за координатами 38°25′9″ пн. ш. 81°49′41″ зх. д. / 38.41917° пн. ш. 81.82806° зх. д. (38.419240, -81.827974).  За даними Бюро перепису населення США в 2010 році місто мало площу 12,07 км², з яких 11,07 км² — суходіл та 1,00 км² — водойми. В 2017 році площа становила 15,07 км², з яких 13,58 км² — суходіл та 1,49 км² — водойми.

## Демографія
Згідно з переписом 2010 року, у місті мешкало 7178 осіб у 3250 домогосподарствах у складі 1914 родин. Густота населення становила 595 осіб/км².  Було 3507 помешкань (291/км²).
Расовий склад населення:
| - 94,7 % — білих - 2,3 % — чорних або афроамериканців - 0,6 % — азіатів - 0,5 % — корінних американців |

До двох чи більше рас належало 1,4 %. Частка іспаномовних становила 1,6 % від усіх жителів.
За віковим діапазоном населення розподілялося таким чином: 20,4 % — особи молодші 18 років, 62,3 % — особи у віці 18—64 років, 17,3 % — особи у віці 65 років та старші. Медіана віку мешканця становила 40,5 року. На 100 осіб жіночої статі у місті припадало 92,0 чоловіків;  на 100 жінок у віці від 18 років та старших — 89,2 чоловіків також старших 18 років.
Середній дохід на одне домашнє господарство  становив 54 089 доларів США (медіана — 43 434), а середній дохід на одну сім'ю — 65 831 долар (медіана — 51 006). За межею бідності перебувало 12,9 % осіб, у тому числі 13,0 % дітей у віці до 18 років та 3,6 % осіб у віці 65 років та старших.
Цивільне працевлаштоване населення становило 3108 осіб. Основні галузі зайнятості: освіта, охорона здоров'я та соціальна допомога — 18,0 %, мистецтво, розваги та відпочинок — 16,0 %, роздрібна торгівля — 14,0 %.